# フランクフォード・イエロージャケッツ
フランクフォード・イエロージャケッツは、1899年に「フランクフォード・アスレチック・アソシエーション」として設立され、1924年から8シーズン、「フランクフォード・イエロージャケッツ」の名称でNFLに参加したアメリカンフットボールチームである。1926年にはNFLチャンピオンに輝いている。

## 歴史

### 設立
イエロージャケッツは、地域に貢献する非営利団体の「フランクフォード・アスレチック・アソシエーション」として1899年5月に設立された。チームの利益は全て病院や保育園などの寄付に充てられ、運営にあたる役員も無給であった。初期の非営利団体としてのチームは1909年に一旦解散したが、所属していた選手の一部が「ロヤラ・アスレチック・クラブ」という名称でチームを維持し、1912年に再び、「フランクフォード・アスレチック・アソシエーション」という名称を復活させた。

### NFL参入
1920年初めには、フランクフォード・アスレチック・アソシエーションは独立チームの強豪として知られるようになり、1922年と1923年にNFL所属のチームとの対戦で好成績を収めたので、1924年にフランチャイズ権を付与され、NFLに参入した。

### 解散
NFL参入後、1926年にはNFLチャンピオンに輝いたが、1930年には世界恐慌の影響から、チームは財政的に苦戦し始めた。チーム成績も下降したのに伴って、ファンも離れ、そこへ本拠地のフランクフォード・スタジアムの火災が追い打ちをなった。火災により本拠地を失ったイエロージャケッツは代替施設での低観客動員に苦しみ、1931年のシーズン中にチームを休止させ、解散した。

### フィラデルフィア・イーグルス
イエロージャケッツが活動休止をした後、新たなオーナーを探したが見つからなかったので、チームのフランチャイズ権はリーグに返上された。リーグが数年掛けてフィラデルフィアでチームを持ちたいと考えるオーナーを探した結果、新オーナーが見つかり、1933年7月9日、イエロージャケッツのフランチャイズ権を与える形で新チームを設立させた。新チーム名はフランクリン・ルーズベルトのニューディール政策の象徴から、「フィラデルフィア・イーグルス」と命名された。
イーグルスはチーム設立後、イエロージャケッツのユニフォームを暫く着用したが、あくまでも拡張チームとして設立されたチームであるので、イーグルスとイエロージャケッツは別チーム扱いであり、イーグルスはイエロージャケッツの記録を継承していない。2007年9月23日のデトロイト・ライオンズ戦ではNFL75周年を記念して、イーグルスがイエロージャケッツのユニフォームを着用してプレーした。

## シーズン成績
NFLでの成績のみ掲載する。
| 年   | 勝 | 敗 | 分 | 順位 |
| ---- | -- | -- | -- | ---- |
| 1924 | 11 | 2  | 1  | 3位  |
| 1925 | 13 | 7  | 0  | 6位  |
| 1926 | 14 | 1  | 1  | 1位  |
| 1927 | 6  | 9  | 3  | 7位  |
| 1928 | 11 | 3  | 2  | 2位  |
| 1929 | 10 | 4  | 5  | 3位  |
| 1930 | 4  | 13 | 1  | 9位  |
| 1931 | 1  | 6  | 1  | 10位 |